# Jackass második rész
A Jackass második rész (eredeti címe: Jackass Number Two) 2006-os amerikai slapstick filmvígjáték, melynek rendezője Jeff Tremaine. A film a 2002-es Jackass: A vadbarmok támadása folytatása; mindkettő a Jackass című televíziós sorozat alapján készült, éppúgy, mint maga a műsor és az előző film, tele tréfákkal, látványos mutatványokkal és jelenetek válogatásával. A főszereplők a sorozat rendszeres szereplői: Johnny Knoxville, Bam Margera, Ryan Dunn, Wee Man, Dave England, Chris Pontius, Steve-O, Preston Lacy és Ehren McGhehey.
Az Amerikai Egyesült Államokban 2006. szeptember 22-én jelent meg.
A film extra jeleneteit külön filmként jelentették meg, Jackass 2.5 címmel. Az interneten 2007. december 19-én jelent meg, DVD-n pedig 2007. december 26-án.

## Szereplők
A rendszeres szereplők:
- Johnny Knoxville
- Bam Margera
- Steve-O
- Chris Pontius
- Ryan Dunn
- Dave England
- Jason "Wee-Man" Acuña
- Danger Ehren
- Preston Lacy

Vendégszereplők:
- A CKY tagjai: Brandon DiCamillo és Brandon Novak
- Bam Margera szülei: April Margera és Phil Margera, illetve testvére, Jess Margera
- Loomis Fall
- Stephanie Hodge
- Mike Kassak
- Thor Drake
- Dave Tremaine, Jeff Tremaine testvére
- Gary Leffew és fiai: Brett Leffew és Judd Leffew
- Daniel Alvarez fegyverszakértő
- David Weathers és Manny Puig állatszakértők
- Jim Karol
- Mat Hoffman BMX-es
- Tony Hawk és Clyde Singleton gördeszkások
- Jason Taylor, az NFL sztárja
- Mark Zupan rögbijátékos
- John Waters és Jay Chandrasekhar filmrendezők
- A HIM énekese, Ville Valo
- A Three 6 Mafia rapegyüttes
- Roger Allan Wade énekes-dalszerző és Johnny Knoxville unokaöccse.
- Rip Taylor humorista
- Luke Wilson, Willie Garson, Jack Polick és Mike Judge színészek

További szereplők: Jeff Tremaine, Spike Jonze, Rick Kosick, Lance Bangs, Dimitry Elyashkevich, Greg Iguchi, Sean Cliver és Trip Taylor.
Don Vito közreműködésével is készültek jelenetek (ő szintén a Jackass és a Viva La Bam rendszeres tagja). A letartóztatására vonatkozó botrány miatt azonban az összes őt tartalmazó jelenetet kivágták.

## Forgatás
2006. január 30-án kezdődött meg a forgatás, és 2006. június 23-án fejeződött be.

## Fogadtatás
A Rotten Tomatoes oldalán 64%-on áll 103 kritika alapján, és 6 pontot szerzett a tízből. A Metacritic oldalán 66 pontot szerzett a maximális százból, 23 kritika alapján. A CinemaScore oldalán átlagos minősítést kapott.
A The New York Times a "Kritikus Választása" címmel értékelte. Az Ebert & Roeper műsorban Richard Roeper és Fred Willard pozitívan értékelték.

## Filmzenei album
Az album 2006. szeptember 26-án jelent meg a Bulletproof Records gondozásában.